# Crise saudita-libanesa de 2017
A crise saudita-libanesa de 2017 é um conflito entre o Líbano e a Arábia Saudita que começou depois que o primeiro-ministro libanês, Saad Hariri, anunciou a sua renúncia em 4 de novembro de 2017. No mesmo dia, a Arábia Saudita interceptou e derrubou um míssil balístico lançado a partir do Iêmen e cujo possível alvo era Riade. Logo depois, as relações exteriores entre o país mediterrâneo e a monarquia saudita, bem como seus vizinhos e aliados regionais tornaram-se cada vez mais tensas. Em 6 de novembro de 2017, a Arábia Saudita afirmou que o Líbano havia declarado guerra entre os dois estados, enquanto os líderes libaneses declararam o contrário. Em 9 de novembro de 2017, a Arábia Saudita, o Kuwait e os Emirados Árabes Unidos solicitaram aos seus cidadãos para que saíssem do Líbano. Nesse mesmo dia, o líder da milícia libanesa Hezbollah, Hassan Nasrallah, afirmou que a renúncia de Hariri era ilegal e que a Arábia Saudita tinha declarado guerra ao Líbano e ao Hezbollah.